# Abarema longipedunculata
Abarema longipedunculata là một loài rau đậu thuộc họ Đậu (Fabaceae). Loài này chỉ có ở Venezuela.